# 653
Năm 653 là một năm trong lịch Julius. 